# Nucleic Acids Research
Nucleic Acids Research (abrégé en Nucleic Acids Res.) est une revue scientifique bimensuelle à comité de lecture spécialisée dans le domaine des acides nucléiques, à l'interface de la physique, de la chimie et de la biologie.
D'après le Journal Citation Reports, le facteur d'impact de ce journal était de 19,160 en 2021. Les actuels directeurs de la publication sont Keith Fox et Barry Stoddard.